# 吳緯炳
吳緯炳（1848年—？），字經才，浙江錢塘縣（今屬杭州市）人，清朝政治人物、進士出身。

## 生平
光緒二十一年（1895年），登進士，同年五月，改翰林院庶吉士。光緒二十四年四月，散館，授翰林院編修。光緒二十六年，任雲南鄉試正考、甘肅學政。光緒三十四年，掌陝西道監察御史。宣統二年（1910年），任京畿道監察御史、資政院議員。工詩，《晚晴簃诗汇》收其诗作一首。